# Pauline, laß das Küssen sein
Pauline, laß das Küssen sein, Alternativtitel Kapriolen einer Komödiantin (Originaltitel: The Perils of Pauline), ist eine US-amerikanische Filmkomödie von George Marshall aus dem Jahr 1947.

## Handlung
Pearl White arbeitet als Näherin bei Metropolitan Garments, liebt jedoch in Wirklichkeit die Musik und das Schauspiel. Als die bekannte Theaterschauspielerin Julia Gibbs eines Tages ein Kostüm im Laden abholt, hat Pearl gerade eine Auseinandersetzung mit ihrem Chef Joe Gurt hinter sich. Sie soll Julia das Kostüm am Abend ins Theater bringen. Da weder Julia noch der Leiter der Theatergruppe Michael Farrington das Kostüm bezahlen können, gibt Michael ihr stattdessen die Chance eines Vorspielens. Während sich die Gruppe auf ihre Shakespeare-Vorstellung vorbereitet, interpretiert Pearl vor dem unvorbereiteten Publikum eine Musiknummer. Ihr Auftritt kommt gut an und Michael engagiert sie für seine Gruppe.
Schauspieler Timmy Timmons hilft ihr bei ihrer Aussprache, doch zeigt sich, dass Pearl nicht nur nachlässig spricht. Sie ist auch eine ausnehmend schlechte Schauspielerin. Sie überspielt, fuchtelt mit den Armen herum und sorgt so selbst bei Kurzauftritten für Chaos. Als sie eine Prinzessin spielen soll, die in Michaels Figur verliebt ist, zeigt sich, dass Pearl Michael tatsächlich liebt. Auch er beginnt, Gefühle für sie zu entwickeln. Dies ändert sich schlagartig, als Pearl bei der Aufführung ihren eigentlich emotionalen Auftritt zur Lachnummer werden lässt, weil sie aufgrund plötzlich eintretender Erkältung kaum reden kann, dafür aber niest. Weil Michael sie anschließend schlecht behandelt, kündigt Pearl. Julia zeigt sich loyal und verlässt die Gruppe ebenfalls. Gemeinsam versuchen die beiden Frauen nun, eine neue Stelle bei einem Theater zu finden, doch ist gerade Sommerpause. Ihr Agent vermittelt sie jedoch zum Film, wo Pearl schon bald Star einer Stummfilmserie unter dem Titel The Perils of Pauline wird. In den kurzen Filmen durchlebt Pauline stets potenziell tödliche Abenteuer.
Bei einem Dreh sieht Pearl Timmy wieder und lässt ihn als Partner in ihren Filmen engagieren. Während beide Erfolg haben, tingelt Michael mit seiner Schauspieltruppe über Jahrmärkte. Da Pearl ihn nicht vergessen kann, sucht sie ihn auf und bringt ihn dazu, ebenfalls Teil ihrer Filme zu werden. Nach anfänglichen Problemen mit dem neuen Medium Film spielt auch er erfolgreich an ihrer Seite. Beide kommen sich näher und als ein Stunt schiefgeht und beide in einem führerlosen Ballon wegfliegen, macht er ihr erfolgreich einen Heiratsantrag. Zurück auf der Erde erkennt Michael jedoch, dass er stets nur im Schatten Pearls stehen wird. Das mediale Interesse an der Hochzeit schwindet zudem schlagartig, als die USA Deutschland den Krieg erklärt. Michael und Timmy werden zur Armee eingezogen. Nach Ende des Krieges sind Stummfilmserien aus der Mode gekommen und Pearl verlässt das Filmgeschäft. Sie geht mit Julia und Timmy nach Paris und wird Star des Casino de Paris. Michael wiederum feiert Erfolge am Broadway, bricht dann jedoch ebenfalls nach Paris auf, um Pearl wiederzusehen. Die verletzt sich beim letzten Auftritt vor dem Wiedersehen bei einem Stunt schwer und es ist fraglich, ob sie je wieder richtig gehen wird. Darum gibt sie beim Treffen mit Michael vor, dass sie ihn nicht mehr liebt. Er jedoch durchschaut sie mit Julias Hilfe und beiden werden ein Paar.

## Produktion

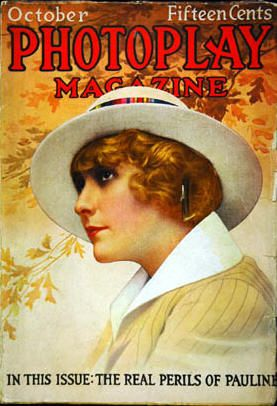
Die echte Pearl White 1914 auf einem Cover von Photoplay

Pauline, laß das Küssen sein beruht lose auf dem Leben von Pearl White, die eine der ersten Aktionheldinnen des US-amerikanischen Kinos und Star der Filmserie The Perils of Pauline (1914) war. Der Film wurde von Februar bis Mai 1946 unter anderem in Canoga Park, Gopher Flats und auf der Paramount Ranch gedreht. Die Kostüme schufen Waldo Angelo und Edith Head, die Filmbauten stammten von Roland Anderson und Hans Dreier. 
Zahlreiche Stars der Stummfilmzeit übernahmen im Film kleine Gastrollen, darunter William Farnum, Francis McDonald, Ernie Adams, Snub Pollard, Chester Conklin, James Finlayson, Hank Mann, Heinie Conklin, Julia Faye, Ethel Clayton und Jean Acker. Unter ihnen sind auch Creighton Hale, der mehrmals in den 1910er-Jahren als Pearl Whites Filmpartner fungierte, und Paul Panzer, der 1914 in The Perils of Pauline den Gegenspieler von Pearl White gespielt hatte. Betty Hutton singt im Film die Lieder I Wish I Didn’t Love You So, The Sewing Machine, Rumble, Rumble, Rumble und Poppa, Don’t Preach To Me.
Der Film lief am 4. Juli 1947 in den US-amerikanischen Kinos an. In Deutschland war der Film erstmals am 7. September 1951 in den Kinos zu sehen.

## Kritik
Die New York Times merkte an, dass der Film kaum authentisch sei; vielmehr diene er Hutton als Vehikel und sei völlig auf ihr stürmisches Temperament zugeschnitten, auch wenn ein „dümmlich-sentimentaler Höhepunkt das Ganze fast auf die Nase fallen lässt“. Pauline, laß das Küssen sein sei „[d]ank der temperamentvollen Betty Hutton eine recht witzige Groteskkomödie – und ein interessanter Einblick in die Anfänge der Stummfilmproduktion“, befand der film-dienst.

## Auszeichnungen
Frank Loesser wurde für das  Lied I Wish I Didn’t Love You So aus Pauline, laß das Küssen sein 1948 für einen Oscar in der Kategorie Bester Song nominiert.